# Чагарниця білоброва
Чагарни́ця білоброва (Pterorhinus sannio) — вид горобцеподібних птахів родини Leiothrichidae. Мешкає в Китаї і Південно-Східної Азії.

## Опис
Довжина птаха становить 22-24 см. Забарвлення переважно охристо-коричневе. На щоках білі плями, від яких відходять білі смуги, які проходять над очима, утворюючи "брови". Живіт рудуватий.

## Підвиди
Виділяють чотири підвиди:
- P. s. albosuperciliaris (Godwin-Austen, 1874) — гори Наґа[en] (Північно-Східна Індія);
- P. s. comis (Deignan, 1952) — від південного Китаю (Юньнань) до північно-східної М'янми, північного Лаосу і В'єтнаму;
- P. s. sannio (Swinhoe, 1867) — південний Китай (Гуансі, Гуандун, Фуцзянь, Цзянсі, Хунань) і північний В'єтнам;
- P. s. oblectans (Deignan, 1952) — захід центрального Китаю (південний захід Хубею, північ Гуйчжоу і Сичуаню).

## Поширення і екологія
Білоброві чагарниці живуть у вологих тропічних і субтропічних чагарникових заростях, в парках і садах, на луках і пасовищах. Зустрічаються на висоті від 600 до 1830 м над рівнем моря (місцями на висоті від 215 м над рівнем моря). Вони живляться безхребетними, ягодами і насінням. Сезон розмноження триває з лютого по серпень. Гніздо невелике, чашоподібне, розмішується в чагарникових заростях або на деревах на висоті від 1,5 до 6 м над рівнем моря. В кладці 3-4 блакитнуватих або синьо-зелених яйця.